# Kostel Vittskövle
Kostel Vittskövle (švédsky: Vittskövle kyrka) je kostel v obci Kristianstad, kraj Skåne, Lund Diocese, Švédsko.
Kostel byl původě postaven v 12. nebo 13. století. V 15. století byla v severní části zbudována kaple. Kaple byla vysvěcena svaté Anně.

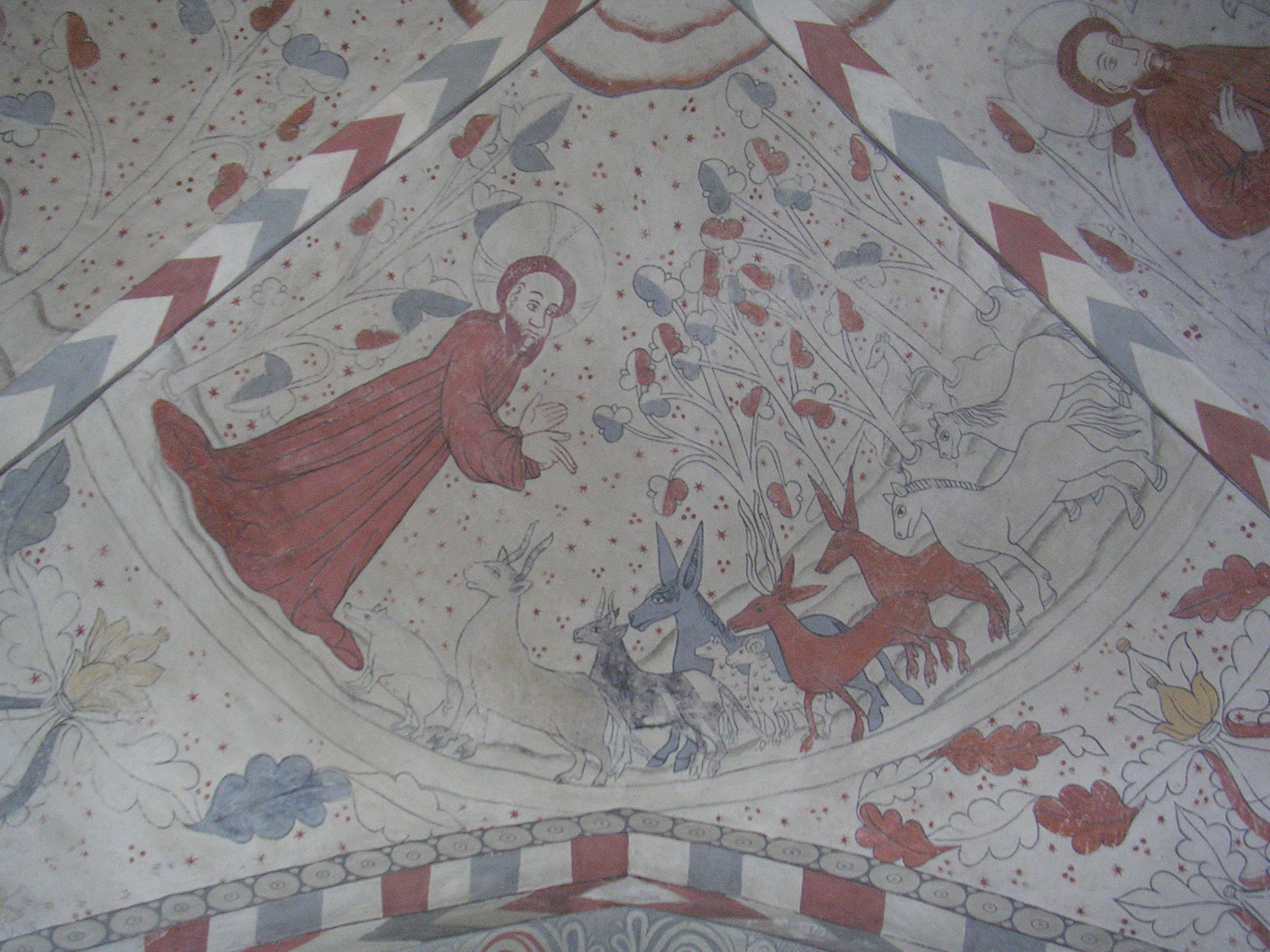
Stvoření zvířat

V 15. století byly zbudovány krypty s nástěnnými malbami znázorňujícími příběhy z Genesis. Později byly přemalovány, ale ve 20. století byly restaurovány.
V místě kněžiště je znázorněna legenda o svatém Mikulášovi. V kapli sv. Anny jsou symboly evangelistů stejně tak jako středověké světice : sv. Barbora, sv. Uršula, sv. Gertruda Veliká a sv. Kateřina
Věž byla postavena v 16. století
V 17. století byla v jižní části zbudována hrobka pro rod Barnekowů
Křtitelnice pochází ze středověku.